# Non liquet

Non liquet est une expression latine signifiant littéralement : « Ce n'est pas clair. » Elle était   utilisée en droit romain pour indiquer le doute dans le cadre d'une décision à rendre.

## Origine
La formule vient du verbe latin liquere, « couler », « être clair », « être limpide ». Sous sa forme affirmative, liquet veut dire que pour les tribunaux de la Rome antique « la cause est entendue », et, en négatif, non liquet exprime l'incertitude. 
Le Gaffiot précise que « le juge inscrivant N. L. sur sa tablette (non liquet) concluait à un plus ample informé ».

## Définition
Le non liquet peut correspondre à un vide juridique ou à un manque d'éléments probants et aboutir à une demande de complément d'information. 
En droit international, le non liquet concerne les cas où une instance, en particulier la Cour internationale de justice, est impuissante à résoudre une controverse en raison d'un manque de fondements juridiques.

## Sens général
L'expression est courante en dehors de son acception juridique. Voltaire écrit dans son Dictionnaire philosophique : « Adoptons le peut-être de Rabelais, le que sais-je de Montaigne, le non liquet des Romains, le doute de l’Académie d’Athènes. »